# Liste der Beiträge für den besten fremdsprachigen Film für die Oscarverleihung 1999
Die folgenden 45 Filme, alle aus verschiedenen Ländern, waren Vorschläge in der Kategorie bester fremdsprachiger Film für die Oscarverleihung 1999. Die hervorgehobenen Titel waren die fünf letztendlich nominierten Filme, welche aus den Ländern Argentinien, Brasilien, Iran, Italien und Spanien stammen. Der Oscar ging an Das Leben ist schön aus Italien.
Zum ersten Mal wurde ein Vorschlag aus Kirgisistan für diesen Preis eingereicht.

## Beiträge
| Land                   | Deutscher Verleihtitel        | Sprache(n)                    | Originaltitel                                             | Regisseur(e)                         | Ergebnis        |
| ---------------------- | ----------------------------- | ----------------------------- | --------------------------------------------------------- | ------------------------------------ | --------------- |
| Argentinien            | Tango                         | Spanisch                      | Tango, no me dejes nunca                                  | Carlos Saura                         | Nominiert       |
| Belgien                | Rosie                         | Niederländisch                | Rosie                                                     | Patrice Toye                         | Nicht nominiert |
| Brasilien              | Central Station               | Portugiesisch                 | Central do Brasil                                         | Walter Salles                        | Nominiert       |
| Volksrepublik China    | Genghis Khan                  | Chinesisch, Mongolisch        | 一代天骄成吉思汗 (Genghis Khan)                           | Sai Fu, Lisi Mai                     | Nicht nominiert |
| Dänemark               | Das Fest                      | Dänisch                       | Festen                                                    | Thomas Vinterberg                    | Nicht nominiert |
| Deutschland            | Lola rennt                    | Deutsch                       | Lola rennt                                                | Tom Tykwer                           | Nicht nominiert |
| Finnland               | Ein Sommer am Fluss           | Finnisch                      | Kuningasjätkä                                             | Markku Pölönen                       | Nicht nominiert |
| Frankreich             | Liebe das Leben               | Französisch                   | La vie rêvée des anges                                    | Erick Zonca                          | Nicht nominiert |
| Griechenland           | Die Ewigkeit und ein Tag      | Griechisch                    | Μια αιωνιότητα και μια μέρα (Mia aioniotita kai mia mera) | Theo Angelopoulos                    | Nicht nominiert |
| Hongkong               | Made in Hong Kong             | Kantonesisch                  | 香港製造 (Heung Gong jai jo)                              | Fruit Chan                           | Nicht nominiert |
| Indien                 | Jeans                         | Tamil                         | ஜீன்ஸ் (Jeans)                                               | S. Shankar                           | Nicht nominiert |
| Indonesien             | Daun di Atas Bantal           | Indonesisch                   | Daun di atas bantal                                       | Garin Nugroho                        | Nicht nominiert |
| Iran                   | Kinder des Himmels            | Persisch                      | بچه هاي آسمان (Bacheha-Ye aseman)                         | Majid Majidi                         | Nominiert       |
| Island                 | ...und raus bist Du           | Isländisch                    | Stikkfrí                                                  | Ari Kristinsson                      | Nicht nominiert |
| Israel                 | Zirkus Palästina              | Hebräisch, Arabisch, Russisch | קרקס פלשתינה (Kirkas Palestina)                           | Eyal Halfon                          | Nicht nominiert |
| Italien                | Das Leben ist schön           | Italienisch                   | La vita è bella                                           | Roberto Benigni                      | Gewonnen        |
| Japan                  | Ai o Kou Hito                 | Japanisch                     | 愛を乞う人 (Ai o Kou Hito)                                | Hideyuki Hirayama                    | Nicht nominiert |
| Kanada                 | Der 32. August auf Erden      | Französisch                   | Un 32 Août sur Terre                                      | Denis Villeneuve                     | Nicht nominiert |
| Kirgisistan            | Beschkempir – Der fremde Sohn | Kirgisisch                    | Бешкемпир (Beschkempir)                                   | Aktan Abdykalykow                    | Nicht nominiert |
| Kolumbien              | Die Rosenverkäuferin          | Spanisch                      | La Vendedora de Rosas                                     | Víctor Gaviria                       | Nicht nominiert |
| Kroatien               | Transatlantic                 | Kroatisch                     | Transatlantik                                             | Mladen Juran                         | Nicht nominiert |
| Libanon                | Die Kinder von Beirut         | Arabisch                      | غرب بيروت (Bairūt al-ġarbiyya)                            | Ziad Doueiri                         | Nicht nominiert |
| Luxemburg              | Back in Trouble               | Luxemburgisch                 | Back in Trouble                                           | Andy Bausch                          | Nicht nominiert |
| Marokko                | Mektoub – Das Schicksal       | Arabisch                      | مكتوب (Mektoub)                                           | Nabil Ayouch                         | Nicht nominiert |
| Nordmazedonien         | Zbogum na Dvaeetiot Vek       | Mazedonisch                   | Збогум на 20-тиот век (Zbogum na Dvaeetiot Vek)           | Darko Mitrevski, Aleksandar Popovski | Nicht nominiert |
| Mexiko                 | Un embrujo                    | Spanisch                      | Un embrujo                                                | Carlos Carrera                       | Nicht nominiert |
| Niederlande            | Die polnische Braut           | Niederländisch, Polnisch      | De Poolse bruid                                           | Karim Traïdia                        | Nicht nominiert |
| Norwegen               | Nur Wolken bewegen die Sterne | Norwegisch                    | Bare skyer beveger stjernene                              | Torun Lian                           | Nicht nominiert |
| Österreich             | Die Siebtelbauern             | Deutsch                       | Die Siebtelbauern                                         | Stefan Ruzowitzky                    | Nicht nominiert |
| Philippinen            | Am Nabel der See              | Tagalog                       | Sa Pusod ng Dagat                                         | Marilou Diaz-Abaya                   | Nicht nominiert |
| Portugal               | Unruhe                        | Portugiesisch                 | Inquietude                                                | Manoel de Oliveira                   | Nicht nominiert |
| Puerto Rico            | Héroes de Otra Patria         | Spanisch                      | Heroes de Otra Patria                                     | Iván Dariel Ortíz                    | Nicht nominiert |
| Rumänien               | Terminus Paradies             | Rumänisch                     | Terminus Paradis                                          | Lucian Pintilie                      | Nicht nominiert |
| Russland               | Der Barbier von Sibirien      | Russisch, Englisch            | Сибирский цирюльник (Sibirski zirjulnik)                  | Nikita Michalkow                     | Disqualifiziert |
| Schweden               | Raus aus Åmål                 | Schwedisch                    | Fucking Åmål                                              | Lukas Moodysson                      | Nicht nominiert |
| Schweiz                | Krieg im Oberland             | Französisch                   | La Guerre Dans le Haut Pays                               | Francis Reusser                      | Nicht nominiert |
| Serbien                | Das Pulverfass                | Serbisch                      | Буре барута (Bure baruta)                                 | Goran Paskaljević                    | Nicht nominiert |
| Slowakei               | Rivers of Babylon             | Slowakisch                    | Rivers of Babylon                                         | Vlado Balco                          | Nicht nominiert |
| Spanien                | El abuelo                     | Spanisch                      | El Abuelo                                                 | José Luis Garci                      | Nominiert       |
| Taiwan                 | Die Blumen von Shanghai       | Chinesisch                    | 海上花 (Hai shang hua)                                    | Hou Hsiao-Hsien                      | Nicht nominiert |
| Thailand               | Ta fa likit                   | Thailändisch                  | ท้าฟ้าลิขิต (Ta fa likit)                                     | Oxide Pang Chun                      | Nicht nominiert |
| Tschechien             | Der Bastard muss sterben      | Tschechisch                   | Je třeba zabít Sekala                                     | Vladimír Michálek                    | Nicht nominiert |
| Ungarn                 | Romani Kris – Zigeunergesetz  | Ungarisch                     | Romani kris – Cigánytörvény                               | Bence Gyöngyössy                     | Nicht nominiert |
| Venezuela              | Rizo                          | Spanisch                      | Rizo                                                      | Julio Sosa Pietri                    | Nicht nominiert |
| Vereinigtes Königreich | Cameleon                      | Walisisch                     | Cameleon                                                  | Ceri Sherlock                        | Nicht nominiert |